# Lilet Never Happened
Lilet Never Happened is een Nederlands-Brits-Filipijnse film uit 2012, geregisseerd door Jacco Groen. Aanvankelijk was het de bedoeling om een documentaire te maken over Lilet, een Filipijns meisje dat op jonge leeftijd in de prostitutie werkte. Het contact met Lilet raakte echter verloren, waarna is besloten om er een speelfilm van te maken.

## Verhaal
De film vertelt het verhaal van het straatkind Lilet die de bekendste kindprostitué van Manilla wordt. De sociaal werkster Claire probeert haar te redden.

## Rolverdeling
| Acteur                     | Personage |
| -------------------------- | --------- |
| Sandy Talag                | Lilet     |
| Johanna ter Steege         | Claire    |
| John Arcilla               | James     |
| Angeli Bayani              | Rosing    |
| Dorothea Marabut-Yrastorza | Tessie    |
| Jermaine Patrick Ulgasan   | Dino      |

## Totstandkoming
Het project werd door alle Nederlandse tv- en filmfondsen geweigerd en uiteindelijk met 30.000 euro eigen geld gemaakt.

## Prijzen
De film werd gekozen als beste jeugdfilm op het Kristiansand International Youth Film Festival in Noorwegen en op het Buster International Film Festival in Denemarken. Op het Sydney Festival of World Cinema in Australië won het de prijs voor beste film. De film won ook prijzen in de Verenigde Staten, onder andere op het internationaal festival van Houston (beste buitenlandse film) en van Manhattan.